# Chawla (Mondkrater)
Chawla ist ein Einschlagkrater im Süden der Mondrückseite.

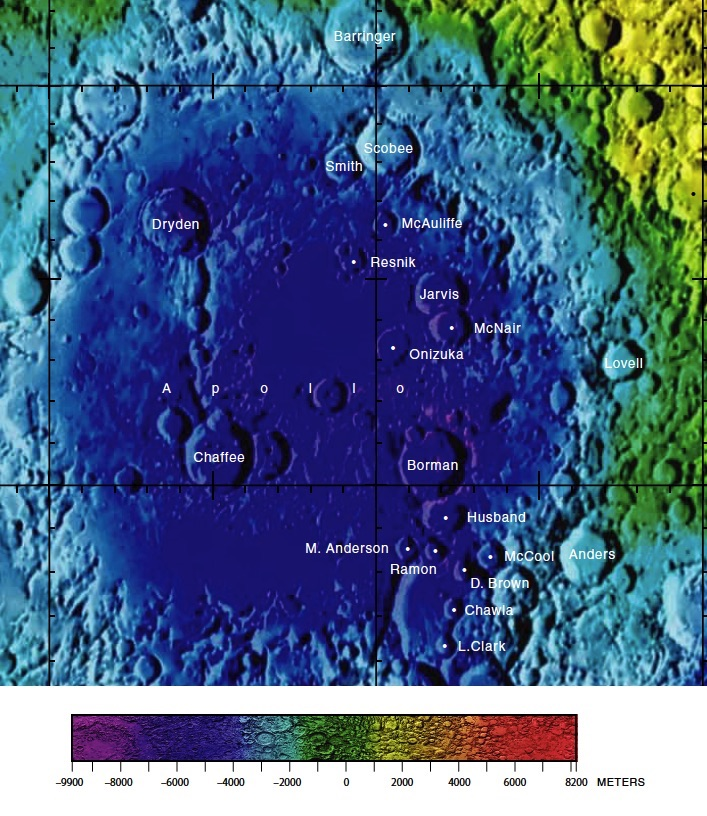
Topographische Karte des Apollo-Kraters, Chawla unter rechts

Der Krater Chawla befindet sich im südöstlichen Inneren des riesigen Kraters Apollo, zwischen D. Brown und L. Clark. 
Bei einem Durchmesser von 14,25 km gibt es zwischen Kraterrand und Kraterboden einen Höhenunterschied von 2,87 km.
Der Krater wurde 2006 von der IAU offiziell nach der US-amerikanischen Astronautin Kalpana Chawla benannt.  Sie gehörte zur siebenköpfigen Crew der 2003 verunglückten Columbia-Mission STS-107, deren Mitglieder alle Namensgeber für Krater im Inneren von Apollo sind.